# On és la Bunny Lake?
On és la Bunny Lake? (títol original en anglès: Bunny Lake Is Missing) és un thriller psicològic britànic d'Otto Preminger estrenat el 1965. Va ser rodat a Londres. Hi apareix el grup The Zombies que interpreta el seu propi paper. Ha estat doblada al català.

## Argument[2]
Una jove americana, Ann Lake, s'acaba de traslladar a Londres amb la seva filla Felicia Lake, anomenada Bunny Lake. El seu germà, Steven Lake que ja viu allà, l'ajuda a instal·lar-se. Quan va a buscar la seva filla a l'escola, Ann Lake no troba Bunny. Steven arriba per resoldre el problema i tots dos busquen per tots els racons de l'escola, en va. Contacten ràpidament amb la policia, amb el seu cap el Tinent Newhouse, que veient que les recerques no tenen èxit, qüestiona l'existència fins i tot de Bunny Lake. S'interessa llavors pel vincle particular entre Ann Lake i el seu germà, interrogant-los sobretot sobre la seva infantesa. Descobreix que Ann, de petita, tenia una amiga imaginària: una noia denominada Bunny.
Les pistes són contradictòries i Steven acaba ingressant la seva germana a un psiquiàtric. Ella fuig i torna a casa seva, on troba Steven amb la Bunny, amenaçant de matar-la perquè des que va néixer, la seva germana es va distanciar d'ell. L'Ann comença a distreure'l desesperadament fins que arriba la policia just a temps per impedir que Stven executi l'assassinat.

## Repartiment
- Laurence Olivier: Tinent Newhouse
- Carol Lynley: Ann Lake
- Keir Dullea: Steven Lake
- Martita Hunt: Ada Ford
- Anna Massey: Elvira Smollett
- Clive Revill: Sergent Andrews
- Lucie Mannheim: La cuinera
- Finlay Currie: El creador de nines
- The Zombies: Ells mateixos
- Noël Coward: Horatio Wilson
- Adrienne Corri: Dorothy
- Megs Jenkins: Germana a l'hospital
- Delphi Lawrence: Primera mare a l'escola
- Jill Melford: Professor
- Suzanne Neve: Segona mare a l'escola
- Damaris Nayman: Daphne Musgrave
- Jane Evers: Policia
- Lisa Peake
- Kika Markham: Infermera
- Ann Lancaster: Ajudanta del botiguer
- Suki Appleby: Felicia "Bunny" Lake
- Richard Wattis: Recepcionista
- David Oxley: Doctor
- Victor Maddern: taxista
- Percy Herbert: Policia
- Fred Emney: Home a Soho

## Al voltant de la pel·lícula
| «                                                     | L'originalitat profunda d'aquesta pel·lícula resideix en el seu estil, aquesta fluïdesa constant que Preminger manté de dalt a baix. Una tensió progressiva no és l'objectiu rebuscat. L'escenificació no es refereix només a personatges i situacions cada vegada més tensos (...) Respecta constantment una realitat que, amb la nostra mirada, es metamorfosa i que registra simplement. Aquestes llargs plans, aquesta serenitat de l'escenificació s'oposen en les escenes convulsives del final, una mirada apaivagada, una atenció escrupolosa, al límit antidramàtic. | » |
| — Frédéric Vitoux, Midi Fantastique num.14, juny 1966 | |   |

| «                                                        | Malgrat un clima propi del cinema fantàstic tradicional (una clínica de nines, nens que desapareixen, malsons, la nit al barri de Soho), és sobretot el rigor matemàtic del guió i de la seva impecable lògica el que sedueix la intel·ligència de l'espectador: no una contradicció, no un detall més o en menys, no una falla en l'exposició. L'espectador és enganyat però no pel realitzador! (...) Una vegada més, més enllà d'una trama dramàtica apassionant Preminger explica la lluita de l'esperit humà contra el món que l'envolta i les pressions morals que el condicionen. | » |
| — René Prédal, Cinema Fantastique, edicions Seghers 1970 | |   |

| «                                                                                | La psicopatologia proveeix a les pel·lícules de suspens una mina inesgotable de situacions rocambolesques amb l'ajuda de les quals, i amb la condició que es tingui ofici, es pot construir una pel·lícula honesta.(...) D'un gènere sens dubte secundari, però d'una escenificació impecable, sense troços inútils ni efectes d'ordre visceral (com la "música" o els "enllumenats" que pateixen les pel·lícules de terror). | » |
| — Analyse General de les Pel·lícules 1966, edició Penser Vrai, 1r trimestre 1967 | |   |

| «                                                                   | Obra molt intrigant, Bunny Lake marca la tornada d'Otto Preminger al cinema negre tretze anys després del destacable Cara d'àngel. De nou el realitzador excel·leix creant una atmosfera - aquí més angoixosa que desesperada - gràcies sobretot a un assenyat ús del blanc i negre.(...) A destacar la interpretació de Laurence Olivier com a inspector quotidià i abrupt. | » |
| — >Guy Bellinger, Guide des films, Jean Tulard (ISBN 2-221-90054-5) | |   |

## Premis i nominacions

### Nominacions
- 1967: BAFTA a la millor direcció artística per Donald M. Ashton
- 1967: BAFTA a la millor fotografia per Denys N. Coop